# Saiwai, Kawasaki

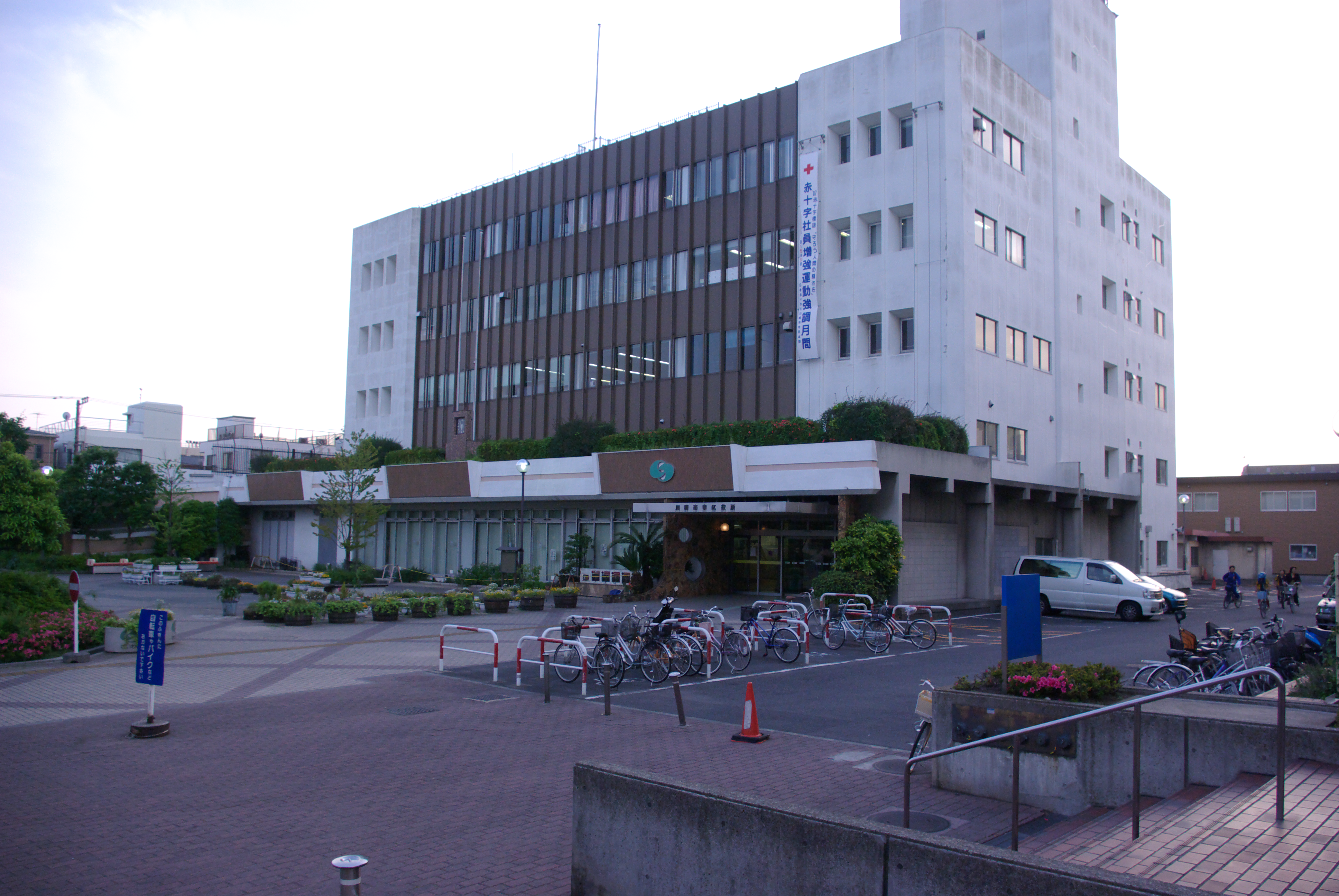
Saiwai Ward Office

Sawai-ku (幸区) là một trong 7 khu thuộc thành phố Kawasaki, tỉnh Kanagawa, Nhật Bản. Quận có diện tích km2, dân số năm 2010 là người.